# Reipersdorf
Reipersdorf ist eine Ortschaft in der Gemeinde St. Georgen am Längsee im Bezirk Sankt Veit an der Glan in Kärnten (Österreich). Die Ortschaft hat 109 Einwohner (Stand 1. Jänner 2024). Sie liegt auf dem Gebiet der Katastralgemeinde Launsdorf.

## Lage
Die Ortschaft liegt im Zentrum der Gemeinde Sankt Georgen am Längsee, im Süden des Bezirks Sankt Veit an der Glan, östlich des Bezirkshauptorts. Sie liegt südlich des Otwinskogels, am Übergang von der Launsdorfer Senke zum Sankt Veiter Hügelland, dort, wo von der Seebergstraße (B82) die Längseestraße (L84) nach Norden abzweigt. Zur Ortschaft gehören auch ein paar Häuser am Ziegelbach, ein paar hundert Meter südlich des Dorfs. Der Ort ist durch die Zersiedelung ab der zweiten Hälfte des 20. Jahrhunderts allmählich mit den Nachbarortschaften Krottendorf, Fiming und Thalsdorf zusammengewachsen.

## Geschichte
Auf den Feldern südlich des Dorfes wurden bronzezeitliche und römerzeitliche Funde gemacht.
Auf dem Gebiet der Steuergemeinde Launsdorf liegend, gehörte Reipersdorf in der ersten Hälfte des 19. Jahrhunderts zum Steuerbezirk Osterwitz. Bei der Bildung der Ortsgemeinden im Zuge der Reformen nach der Revolution 1848/49 kam Reipersdorf an die Gemeinde Sankt Georgen am Längsee.
Seit 1912 wird der Ort von der Kronprinz Rudolf-Bahn durchschnitten.

## Bevölkerungsentwicklung
Für die Ortschaft ermittelte man folgende Einwohnerzahlen:
- 1846: 48 Einwohner[2]
- 1869: 9 Häuser, 59 Einwohner[3]
- 1880: 9 Häuser, 55 Einwohner[4]
- 1890: 9 Häuser, 51 Einwohner[5]
- 1900: 9 Häuser, 48 Einwohner[6]
- 1910: 10 Häuser, 65 Einwohner[7]
- 1923: 10 Häuser, 62 Einwohner[8]
- 1934: 107 Einwohner[9]
- 1961: 22 Häuser, 124 Einwohner[10]
- 2001: 45 Gebäude (davon 34 mit Hauptwohnsitz) mit 61 Wohnungen; 127 Einwohner und 13 Nebenwohnsitzfälle; 49 Haushalte; 3 Arbeitsstätten, 4 land- und forstwirtschaftliche Betriebe[11]
- 2011: 49 Gebäude, 109 Einwohner, 48 Haushalte, 6 Arbeitsstätten[12]
- 2021: 50 Gebäude, 110 Einwohner, 48 Haushalte, 10 Arbeitsstätten[13]